# 柴橋村 (山形県)
柴橋村（しばはしむら）は、かつて山形県西村山郡にあった村。

## 沿革
- 1889年（明治22年）4月1日 - 町村制施行に伴い西村山郡柴橋村、中郷村、平塩村、松川村が合併し、柴橋村が発足。
- 1954年（昭和29年）8月1日 - 西村山郡寒河江町、西根村、高松村、醍醐村と合併し、市制施行して寒河江市となり消滅。